# Marià II d'Arborea
Marià II d'Arborea (? - 1295) fou Jutge d'Arborea com a fill de Pere II d'Arborea i IV de Bas.
Havia de succeir el seu pare com a jutge d'Arborea però com que era menor d'edat va quedar sota tutela del seu parent Guillem de Capraia (fill d'Hug de Capraia, casat amb Bina de Lacon exdona de Pere I d'Arborea, membre de la família dels comtes de Capraia una branca dels comtes de Prato o Alberti). Guillem de Capraia havia anat feia anys a l'illa amb els seus germans Anselm i Bertold i fou pupil del jutge Pere II d'Arborea que el va designar tutor del fill. Des de llavors fou de fet el governant. Va afavorir Pisa i es va unir a aquesta en la guerra contra el jutge Cià de Càller i després de la victòria del 1257 va obtenir un terç del jutjat. El 1255 el Papa Innocenci IV li va reconèixer la senyoria sobre Arborea. Però Marià II es veié obligat a cedir el condomini sobre el jutjat al fill de Guillem Nicolau de Capraia. Guillem va morir després del 1264, i fou llavors quan finalment Marià II va poder governar efectivament: Primer com a tutor de Nicolau, i vers el 1270 com a jutge titular perquè el va fer empresonar (i el 1274 el va executar).
Va governar també sobre una part del jutjat de Càller, però la va perdre ràpidament a mans del cosí de Nicolau: Anselm de Capraia. Marià va sol·licitar l'ajut del rei català Pere II (1284) i la va poder recuperar el 1287, essent Anselm derrotat i mort.
Fou vicari general de l'Església al Logudor (Torres). Va morir entre 1295 i 1297. Es va casar amb una filla d'Andreotto Saraceno Caldera (morta abans del 1293) i en segones noces amb una filla de Güelf de la Gherardesca comte de Donoratico. Va deixar un fill, Joan d'Arborea, i una filla (vivia el 1305) i un fill il·legítim anomenat Barisó que va morir vers 1305.